# Thappu
El thappu, tappu, dappu o parai es un tambor de marco de la India. Consiste en un marco circular con un parche de piel de vaca estirado en un lado. El thappu se toca con las palmas de las manos o con baquetas. En música devocional, normalmente se acompaña con címbalos llamados elathalam.